# Kunašir
Otok Kunašir (rusko Кунаши́р, latinizirano: Kunashír; japonsko 国後島,, latinizirano: Kunashiri-tō; Ainu クナシㇼ, latinizirano Kunasir), ki morda pomeni Črni otok ali Travnati otok v jeziku ljudstva Ainu, je južni otok Kurilskega otočja. Otok zahtevata tako Rusija kot Japonska. Med drugo svetovno vojno ga je osvojila Sovjetska zveza.

## Geografija
Kunašir leži med prelivom otoka Kunašir, Katarina, Izmena in Južni Kuril. Otok Kunašir je viden z bližnjega japonskega otoka Hokaido, od katerega ga loči preliv Nemuro.
- Površina: 1.490 km²
- Dolžina: 123 km
- Širina: 4–30 km

Otok Kunašir tvorijo štirje vulkani, ki so bili ločeni otoki, a so jih od takrat združila nizko ležeča območja z jezeri in vročimi izviri. Vsi ti vulkani so še vedno aktivni: Tjatja (Chachadake (爺爺岳), 1819 m), Smirnov (Вулкан Смирнова, 1189 m), Mendelejev (rusko Менделе́ева, japonsko Rausu-san ( 羅臼山), 882 m) in Golovnin (rusko Головнин, japonsko Tomari-yama ( 泊山), 535 m). Otok je sestavljen iz vulkanskih in kristalinskih kamnin.

### Okolje
Podnebje je vlažno celinsko z zelo močnimi padavinami predvsem jeseni in močnim sezonskim nihanjem z najvišjimi temperaturami avgusta in septembra. Vegetacijo večinoma sestavljajo smrekovi, borovi, jelkini in mešani listopadni gozdovi z lianami in grmovjem Kurilskega bambusa. Gore so pokrite z grmičevjem breze in sibirskega bora (Pinus pumila), zelnatimi cvetovi ali golimi skalami. Na otoku Kunaširi so bila julija 2001 najdena jedra stoletnih hrastov (Quercus crispula).

### Pomembno območje za ptice
Mednarodno pomembna območja za ptice (BirdLife International) je Kunašir, skupaj s sosednjo verigo manjših Kurilskih otokov, priznal kot pomembno območje za ptice (IBA), saj otok podpira populacije različnih ogroženih vrst ptic, vključno s številnimi vodnimi pticami, morskimi pticami in selivkami.

## Zgodovina
Klan Matsumae je leta 1754 ustanovil ribiško in trgovsko območje Kunašir (国後場所, Kunashiri-basho). Upravni urad ribiškega in trgovskega mesta je v Tomariju (zdaj Golovnino). Območje ribiškega in trgovskega mesta Kunašir so sestavljali otoki Kunašir, Iturup in Urup.
Leta 1789 je bil otok Kunašir eden od krajev bitke Menaši-Kunaširi, v kateri so se ljudstvo Ainu uprli japonskim trgovcem in kolonistom.
Ruski pomorščak, vice admiral Vasilij Mihajlovič Golovnin je leta 1811 poskušal narediti zemljevid in raziskati otok, a so ga japonske oblasti prijele in je preživel dve leti v zaporu.
1. septembra 1945 ali dan pred podpisom dokumentov o predaji iz druge svetovne vojne 2. septembra 1945 je Sovjetska zveza v skladu z dogovori, doseženimi na konferenci na Jalti, napadla in zasedla Kurilske otoke. To se je zgodilo po tem, ko se je Sovjetska zveza odrekla sovjetsko-japonskemu paktu o nevtralnosti, ki je bil podpisan aprila 1941 in Japonski napovedala vojno 9. avgusta 1945 (formalno je sam pakt ostal v veljavi do 13. aprila 1946). Čeprav se je Japonska po posvetovanju strinjala, da bo v okviru pogodbe iz San Francisca leta 1951 odstopila svoje terjatve do Kurilskih otokov, japonska vlada že od sredine 1950-ih trdi, da južni otoki niso del predanih Kurilskih otokov.

## Naselja
Največje naselje na otoku Kunašir je Južno-Kurilsk, upravno središče okrožja Južno-Kurilski.

## Gospodarstvo
Primarna gospodarska dejavnost je ribiška industrija. Otok ima pristanišče poleg Južno-Kurilska. Otok Kunašir ima geotermalno elektrarno Mendeleevskaya GeoPP z zmogljivostjo 1,8 MW.
Otok oskrbuje letališče Mendelejevo.

## Prebivalstvo
Po potresu leta 1994 je približno ena tretjina prebivalstva otoka Kunašir odšla in se ni vrnila. Do leta 2002 je bilo na otoku približno 7800 prebivalcev. Skupno prebivalstvo spornih Kurilskih otokov je bilo takrat približno 17.000.

### Splošne reference
- Geographic data na Wayback Machine (archived December 23, 2010)
- Flights to Kunashir Island banned